# Ред-Ай (тауншип, Миннесота)
Ред-Ай (англ. Red Eye) — тауншип в округе Уодина, Миннесота, США. На 2000 год его население составило 421 человек.

## География
По данным Бюро переписи населения США площадь тауншипа составляет 91,0 км², из которых 90,8 км² занимает суша, а 0,2 км² — вода (0,17 %).

## Демография
По данным переписи населения 2000 года здесь находились 421 человек, 146 домохозяйств и 122 семьи.  Плотность населения —  4,6 чел./км².  На территории тауншипа расположено 172 постройки со средней плотностью 1,9 построек на один квадратный километр. Расовый состав населения: 99,29 % белых и 0,71 % азиатов.
Из 146 домохозяйств в 39,7 % воспитывались дети до 18 лет, в 69,9 % проживали супружеские пары, в 7,5 % проживали незамужние женщины и в 15,8 % домохозяйств проживали несемейные люди. 13,7 % домохозяйств состояли из одного человека, при том 5,5 % из — одиноких пожилых людей старше 65 лет. Средний размер домохозяйства — 2,88, а семьи — 3,15 человека.
31,4 % населения — младше 18 лет, 5,2 % — в возрасте от 18 до 24 лет, 27,6 % — от 25 до 44, 24,9 % — от 45 до 64, и 10,9 % — старше 65 лет. Средний возраст — 37 лет. На каждые 100 женщин приходилось 119,3 мужчин.  На каждые 100 женщин старше 18 приходилось 122,3 мужчин.
Средний годовой доход домохозяйства составлял 37 500 долларов, а средний годовой доход семьи —  40 481 доллар. Средний доход мужчин —  27 171  доллар, в то время как у женщин — 23 333. Доход на душу населения составил 15 184 доллара. За чертой бедности находились 4,9 % семей и 8,8 % всего населения тауншипа, из которых 12,1 % младше 18 и 13,7 % старше 65 лет.